# Fritz Hansen
Fritz Hansen A/S (znane także jako Republic of Fritz Hansen) – duńskie przedsiębiorstwo projektujące meble.

## Historia

### Początki
Historia firmy rozpoczyna się w 1872 roku, kiedy przedsiębiorczy stolarz pochodzący z Nakskov, Fritz Hansen, uzyskał licencję handlową w Kopenhadze. Produkcja mebli w ramach własnego przedsiębiorstwa rozpoczęła się w 1885 roku, natomiast dwa lata później nastąpił rozkwit warsztatu w Christianshavn – centralnej dzielnicy Kopenhagi. Fritz Hansen i jego syn Christian od początku kładli nacisk na wysoką jakość produkowanych mebli, co jest ich cechą charakterystyczną aż do czasów współczesnych. Długa lista zleceń w pierwszych pięćdziesięciu latach działalności firmy jest tego potwierdzeniem. Fritz Hansen umeblował następujące budynki: zamek Christiansborg, Bibliotekę Uniwersytecką, Ratusz oraz budynek Sądu Najwyższego w Kopenhadze. Na początku XX wieku Christian Hansen rozpoczął eksperymenty z gięciem parowym drewna bukowego, natomiast w 1915 roku stworzył pierwsze laminowane krzesła, które stały się specjalnością firmy.

### Lata 40. i 50.
Mimo trudnych czasów, podczas dekady II wojny światowej nastąpił rozwój fabryki. Ze względu na bardzo mroźne zimy, wiele upraw drzew orzecha zostało zniszczonych. Fritz Hansen wykorzystał tę sytuację, zakupił znaczną ilość orzechowego drewna i wprowadził na rynek nową serię mebli.
Duński projektant Arne Jacobsen całkowicie zdominował lata pięćdziesiąte w firmie. Współpracę rozpoczął już w 1934 roku, jednak przełom nastąpił, kiedy stworzył laminowane krzesło „Ant” w 1952 roku. Następne projekty: „Series 7” (1955), „Grand Prix” (1957) oraz „Swan” (1958) i „Egg” (1958), które zostały zaprojektowane dla Royal Hotelu w Kopenhadze stały się kamieniami milowymi w historii firmy Fritz Hansen i są produkowane do dziś.

### Lata 60. i 70.
W 1965 roku siedziba firmy przenosi się z Christianshavn do odnowionych budynków w Lillerød – miasta leżącego w gminie Allerød, około 30 kilometrów na północny zachód od Kopenhagi. Uruchomiony został tam również salon wystawowy. Współpraca z duńskim matematykiem Pietem Heinem oraz szwedzkim architektem Bruno Mathssonem doprowadziła w 1968 roku do stworzenia projektu stołu opartego na superelipsie. Pierwszy dzień pracy w 1979 roku przyniósł nieoczekiwaną wiadomość – po 107 latach działalności, firma Fritz Hansen przestała już być rodzinną własnością – 75% udziałów wykupił Skandinavisk Holding.

### Lata 80. i 90.
Poprzez znaczne inwestycje i precyzyjny program rekonstrukcji, nowemu właścicielowi udało się wzmocnić pozycję firmy i przygotować ją na przyszłość. Ustalono, że ekspozycja Fritz Hansena podczas meblowego EXPO w 1983 roku w Bella Center będzie obejmowała jedynie nowe modele mebli. Tym samym stało się jasne, że celem firmy jest osiągnięcie pozycji lidera w branży meblowej w Danii. Rok wcześniej, Fritz Hansen nabył prawa do znacznej części kolekcji minimalistycznych mebli Poula Kjærholma.
Rozbudowa stała się jednym z priorytetów dla tego okresu. Fritz Hansen rozpoczął koncentrowanie się na pięciu obszarach użytkowych: „stołówka”, „sala konferencyjna”, „strefa oczekiwania/odpoczynku”, „krzesła biurowe” oraz „przestrzeń prywatna”. W 1998 roku, został zakupiony kolejny zakład w Vassingerød. Nowo urządzone pomieszczenia zostały zaadaptowane na obszary produkcyjne, salon wystawowy i małe muzeum prezentujące dotychczasową historię.

### Współczesność
Wprowadzenie „Republiki Fritza Hansena” oznacza zmianę strategii. Głównym założeniem jest, aby meble z „Republiki Fritza Hansena” stały się częścią wizerunku firm i klientów prywatnych.